# Stazione di Furudate
La stazione di Furudate (古館駅?, Furudate-eki) è una fermata ferroviaria situata nella cittadina di Shiwa, nella prefettura di Iwate, ed è servita dalla linea principale Tōhoku della JR East.

## Linee ferroviarie
East Japan Railway Company
■ Linea principale Tōhoku

## Struttura
La fermata è costituita da due marciapiedi laterali collegati da sovrappassaggio con due binari passanti. Si trova sotto il viadotto del Tōhoku Shinkansen.
| 1 | ■ Linea principale Tōhoku | per Kitakami e Ichinoseki |
| 2 | ■ Linea principale Tōhoku | per Yahaba e Morioka      |

## Stazioni adiacenti
| «                                          | Servizio                | »                       |
| Linea principale Tōhoku                    | Linea principale Tōhoku | Linea principale Tōhoku |
| ------------------------------------------ | ----------------------- | ----------------------- |
| Shiwachūō                                  | Locale                  | Yahaba                  |
| I rapidi "Aterui" e "Hamayuri" non fermano |                         |                         |